# Viliella
Viliella (antigament Valiella i Valielles) és una entitat de població que pertany al municipi cerdà de Lles de Cerdanya. La seva població al 2019 era de 21 habitants (sumant-hi els que viuen a Viliella (14) i els del disseminat de Viliella (7). El nucli urbà es troba a 1563 msnm, entre Lles i Coborriu, prop del torrent de Viliella. Es troba sobre un tossal, als peus del qual es troba la vall de la Llosa. El seu codi postal és 25726.

## Història
El segle ix Viliella estava documentat com una de les parròquies del bisbat d'Urgell, sota l'advocació de Sant Sebastià. Al segle x, el monestir de Ripoll en tenia la jurisdicció: l'església de Sant Serní i Sant Martí eren possessió seva. El castell, o roca de Viliella ja existia al segle xiii. El 1305 va ser propietat de Arnau Despuig i posteriorment, el 1355 va passar a mans de Jaume Cadell.
Actualment, s'estan restaurant algunes de les seves cases de pedra, pero encara n'hi ha d'abandonades.

## Festivitats
- Festa Major, celebrada el tercer cap de setmana de maig.
- Festa Menor, el cap de setmana més proper a Sant Sebastià, el 20 de gener.